# Hředle, Rakovník
Hředle là một làng thuộc huyện Rakovník, vùng Středočeský, Cộng hòa Séc.